# Joseph R. Gannascoli
Joseph R. Gannascoli (Brooklyn, 15 febbraio 1959) è un attore statunitense.

## Biografia
Gannascoli deve la sua fama all'interpretazione del mafioso Vito Spatafore nella pluripremiata serie televisiva HBO I Soprano, facendo parte per 4 stagioni consecutive (dalla seconda alla sesta) del cast principale.
Prima di allora aveva avuto piccoli ruoli cinematografici, da comparsate in Quei bravi ragazzi di Martin Scorsese a Fratelli di Abel Ferrara (non accreditato), a Ed Wood di Tim Burton, fino a serie televisive quali Law & Order.

## Filmografia parziale

### Cinema
- Ed Wood, regia di Tim Burton (1994)
- Fratelli (The Funeral), regia di Abel Ferrara (1996)
- Mickey occhi blu (Mickey Blue Eyes), regia di Kelly Makin (1999)
- In viaggio per il college (College Road Trip), regia di Roger Kumble (2008)
- Rob the Mob, regia di Raymond De Felitta (2014)

### Televisione
- I Soprano (The Sopranos) – serie TV, 39 episodi (2000-2006) – Vito Spatafore
- Law & Order – serie TV (2004)
- La giustiziera senza nome (Bring on the Dancing Horses) – miniserie TV (2022)

## Doppiatori italiani
Nelle versioni in italiano delle opere in cui ha recitato, Joseph R. Gannascoli è stato doppiato da:
- Francesco Meoni in I Soprano
- Alessandro Ballico in White Collar